# موزه امیر تیمور
موزه امیر تیمور واقع در تاشکند ازبکستان که در سال ۱۹۹۶ گشایش یافت، اختصاص دارد به تیمور لنگ نخستین پادشاه گورکانی.

## خاستگاه
پس از اینکه ازبکستان در سال ۱۹۹۱ مستقل شد، احیای میراث معنوی و فرهنگی ملت از جمله شناخت افراد تاریخی که نقش مهمی در تمدن جهان داشته‌اند، مورد توجه قرار گرفت. در میان آن‌ها امیر تیمور سالار جنگ، سیاستمدار و حامی علم، آموزش، تجارت، فرهنگ و صنایع دستی بود. پس از ایجاد یک دولت متمرکز بزرگ او قدرت و عظمت خود را تقویت کرد و همچنین بسیاری از ملت‌ها و مردم را متحد کرد. حکومت امیر تیمور علم، آموزش، فرهنگ، معماری، هنرهای زیبا، موسیقی و شعر را ترویج کرد و پایه‌های دودمان تیمور را تدوین کرد.

## طراحی
گنبد آبی موزه شبیه به مقبره گور امیر در سمرقند است. اگرچه موزه طبق سنت‌های معماری قرون وسطی ساخته شده است اما مطابق با الزامات مدرن است.

## بازدیدکنندگان
این موزه سالانه بیش از ۲ میلیون بازدیدکننده را جذب می‌کند. این موزه توسط دولتمردان خارجی و نمایندگان رسمی بازدید شده است و نام بیش از ۸۰۰ نماینده در موزه کتاب مهمان ثبت شده است. 